# Clifton Forge
Clifton Forge é uma cidade localizada no estado norte-americano da Virgínia, no Condado de Alleghany.

## Demografia
Segundo o censo norte-americano de 2000, a sua população era de 4289 habitantes.
Em 2006, foi estimada uma população de 4040, um decréscimo de 249 (-5.8%).

## Geografia
De acordo com o United States Census Bureau tem uma área de
8,0 km², dos quais 8,0 km² cobertos por terra e 0,0 km² cobertos por água.

## Localidades na vizinhança
O diagrama seguinte representa as localidades num raio de 36 km ao redor de Clifton Forge.